# Borostás egyrétűtapló
A borostás egyrétűtapló (Trametes hirsuta) az Agaricomycetes osztályának taplóalkatúak (Polyporales) rendjébe, ezen belül a likacsosgombafélék (Polyporaceae) családjába tartozó, Eurázsiában és Észak-Amerikában elterjedt, fehéren szőrös felületű taplógombafaj.

## Megjelenése
A borostás egyrétűtapló termőteste 4–10 cm hosszú, 3–6 cm széles és 0,5–1 cm vastag; félkör vagy vese alakú. Konzolos, gyakran több gomba ül egymás fölött. Felülete körkörösen barázdált, erősen sörtés, borostás. Zónázott, színe fehér, krém- vagy szürkésfehéres, a megtelepedett algáktól az idősebb részeken zöldes. Szélén a növekedési zóna gyakran barnás. Húsa kemény, fehéres; a fiatal taplók halványan ánizsszagúak, íze kesernyés.
Pórusos termőrétege vékony; fehéres, krémszínű, majd szürkés. Pórusai kerekdedek-szögletesek, viszonylag szélesek (2-4/mm).
Spórapora fehér. Spórái hosszúkásak, hengeresek, simák, méretük 5,5-8,5 x 1,6-2,5 µm.

### Hasonló fajok
Hasonlít hozzá az egyszínű egyrétűtapló, a fehér egyrétűtapló és a bársonyos egyrétűtapló.

## Elterjedése és termőhelye
Eurázsiában és Észak-Amerikában honos. Magyarországon gyakori.
Lombos erdők elhalt (vagy legyengült) fatörzsein él, amelynek anyagában fehér korhadást okoz. Inkább a bükköt részesíti előnyben, de megtalálható tölgyön, nyíren, egyéb fákon is. Az új termőtestek nyár végén és ősszel jelennek meg, amelyek áttelelnek a következő évig.
Nem ehető. A borostás egyrétűtapló viszonylag nagy mennyiségben termel az iparban használt lakkáz enzimet, ezért kísérletek folynak a termesztésére.

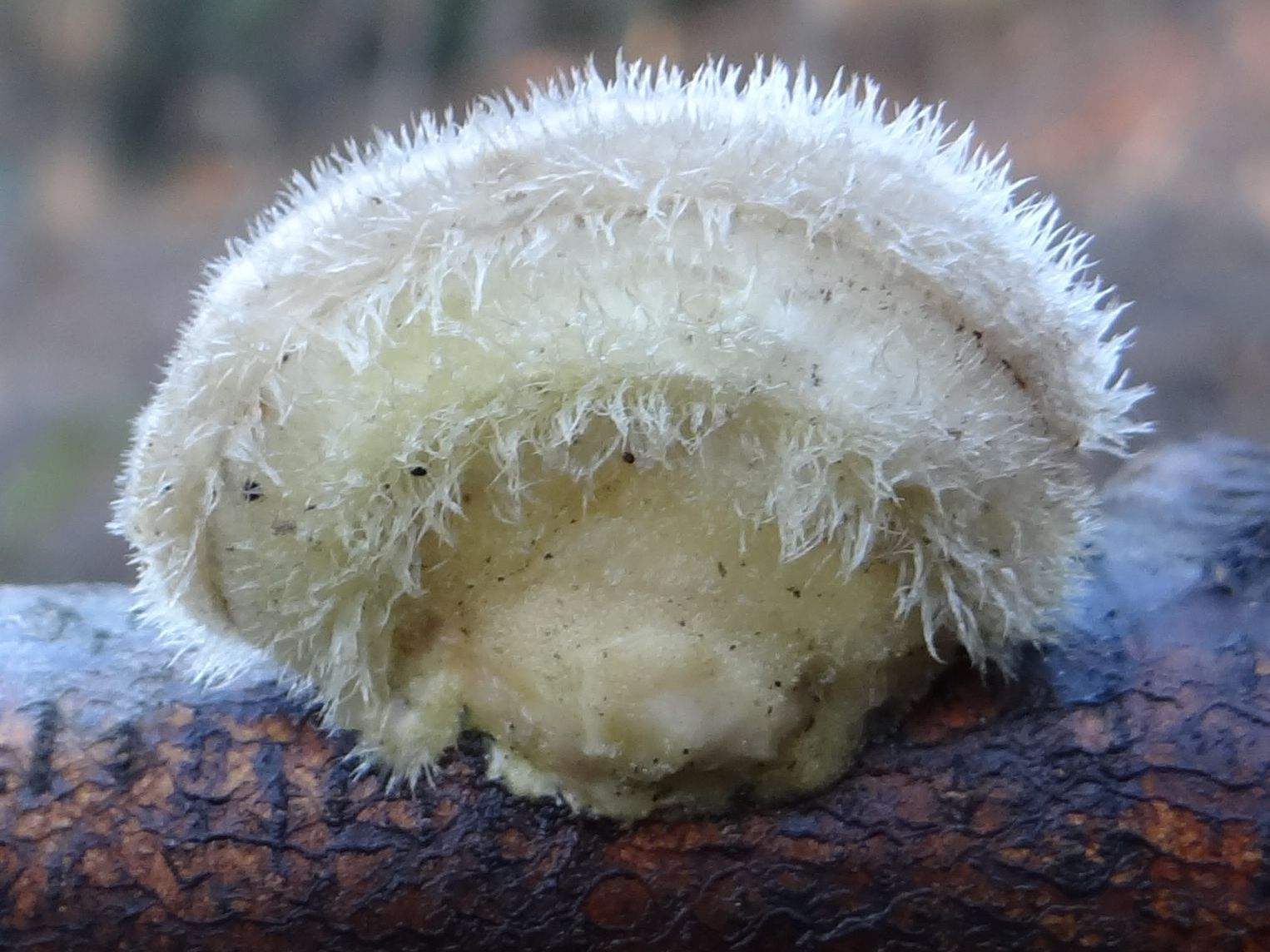
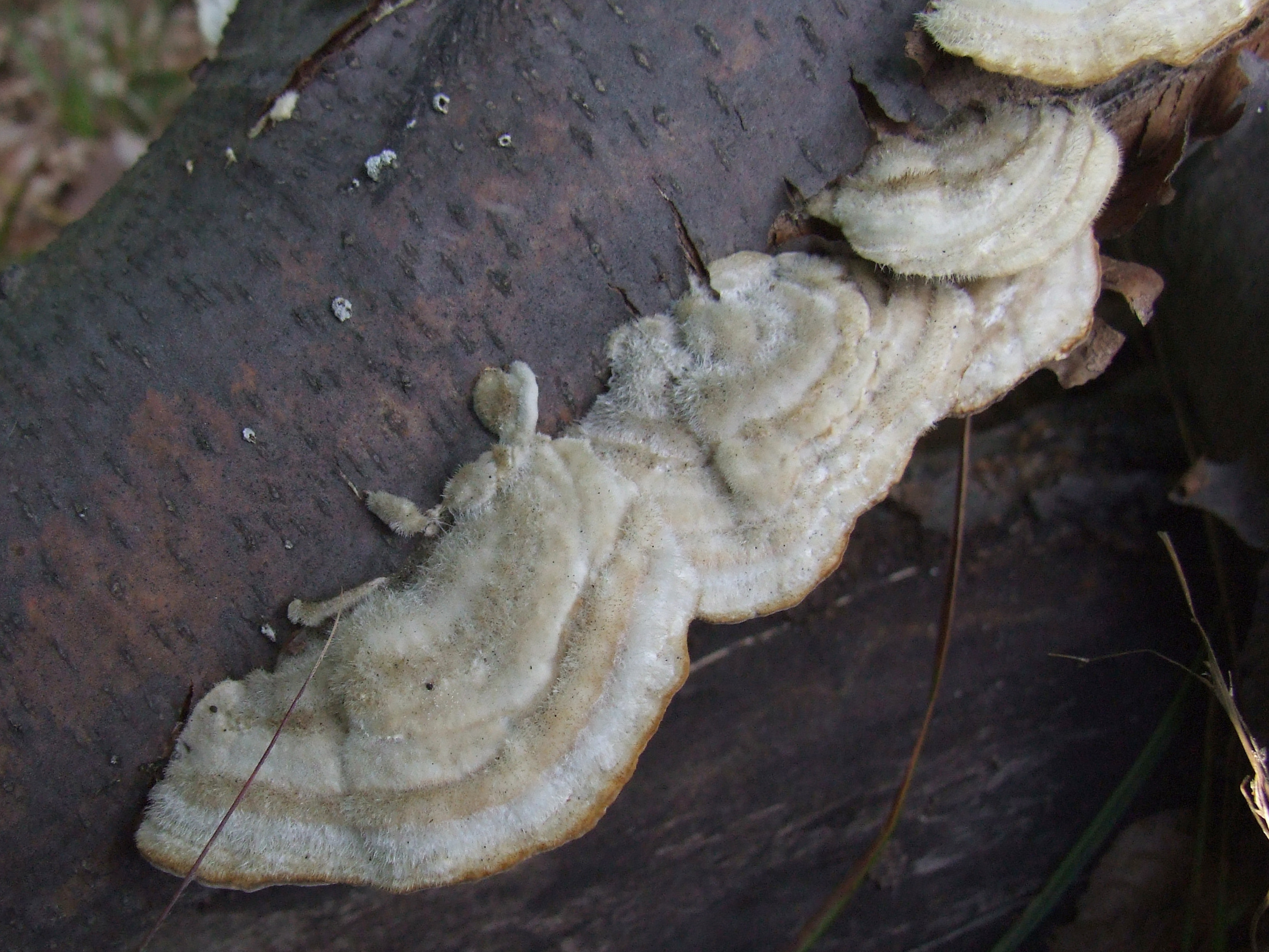
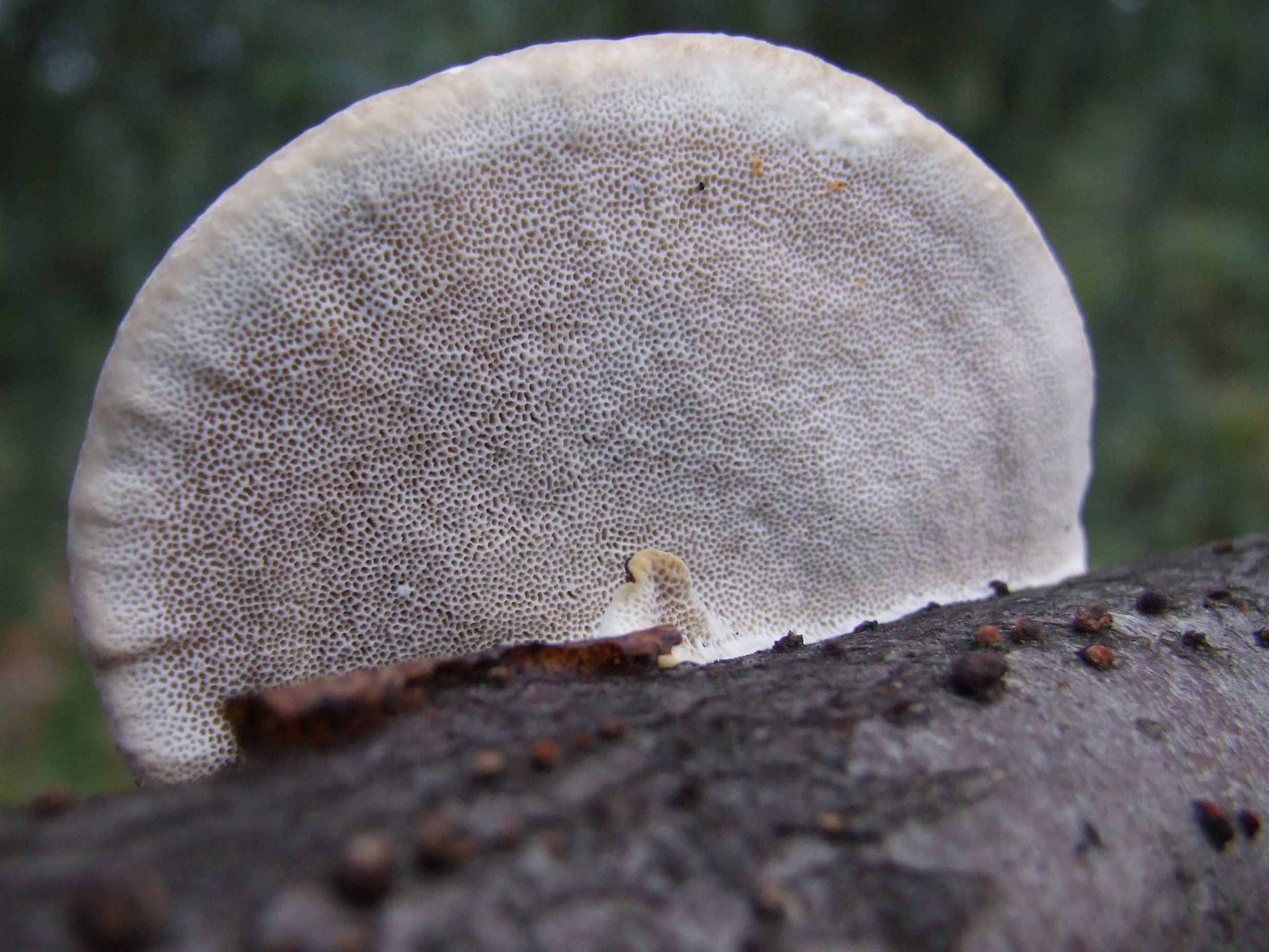
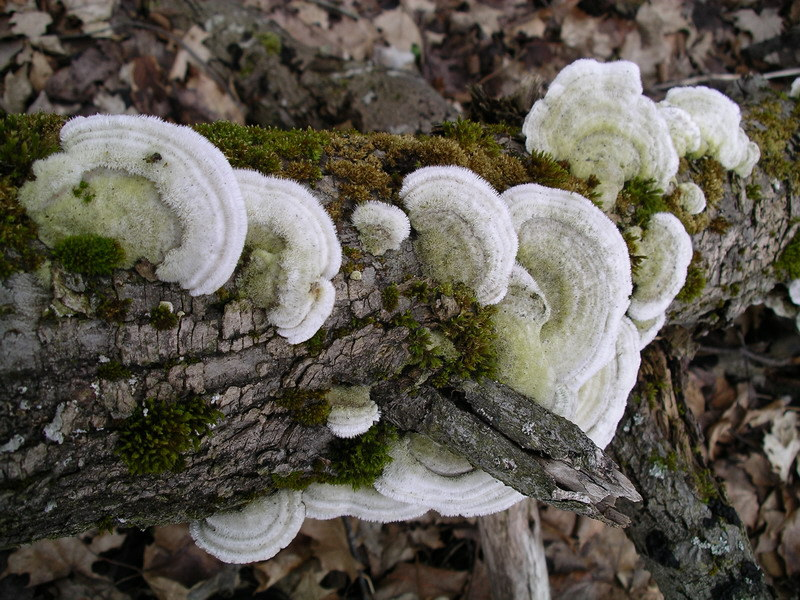
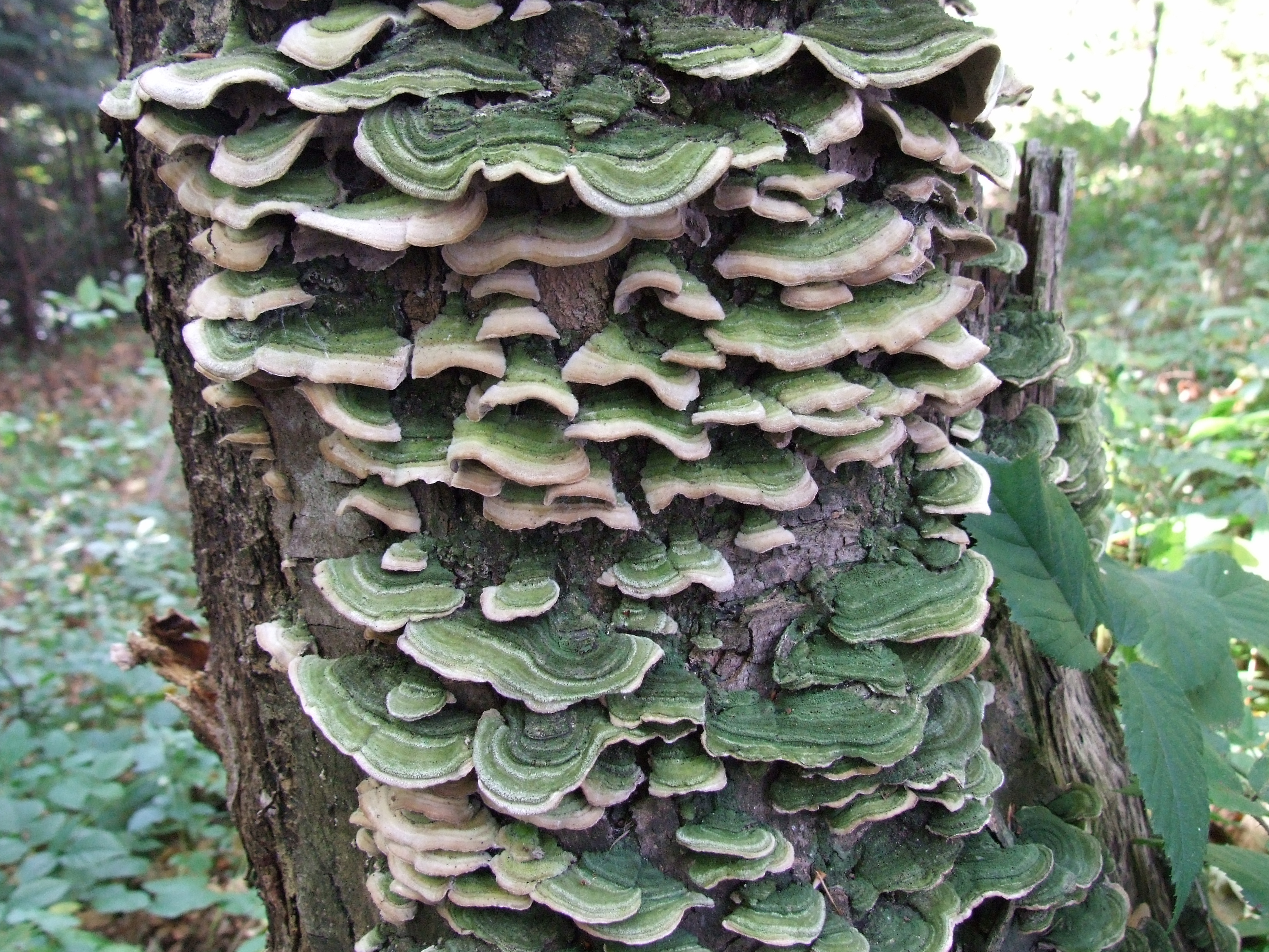